# Пролетарий (Липецкая область)
Пролета́рий — посёлок в Добринском районе Липецкой области. Входит в состав Богородицкого сельсовета.

## География
Посёлок находится на левом берегу реки Плавица.

### Часовой пояс
Посёлок Пролетарий, как и вся Липецкая область, находится в часовой зоне МСК (московское время). Смещение применяемого времени относительно UTC составляет +3:00.

## История
Основан в начале 1930-х годов выходцами из соседнего села Богородицкое, которое расположено на противоположной от посёлка берегу реки Плавица, о чём говорит первоначальное название — Богородицкие Выселки. Позднее, не ранее конца 1930-х годов, был переименован в честь пролетариата.

## Население
| 2010 |
| ---- |
| 221  |

## Улицы
- ул. Заводская,
- ул. Пролетарская,
- ул. Солнечная.